# Chronique d'Ursperg
 (signalé en juin 2025).
Si vous disposez d'ouvrages ou d'articles de référence ou si vous connaissez des sites web de qualité traitant du thème abordé ici, merci de compléter l'article en donnant les références utiles à sa vérifiabilité et en les liant à la section « Notes et références ».
- Archive Wikiwix
- Bing
- Cairn
- DuckDuckGo
- E. Universalis
- Gallica
- Google
- G. Books
- G. News
- G. Scholar
- Persée
- Qwant
- (zh) Baidu
- (ru) Yandex
- (wd) trouver des œuvres sur Wikidata

La Chronique d'Ursperg (en latin Chronicon Urspergense) est un texte historiographique important de l'Allemagne médiévale. Elle se présente comme une chronique universelle racontant l'histoire du monde depuis l'époque du roi assyrien légendaire Ninus jusqu'en 1229, sous le règne de l'empereur Frédéric II de Hohenstaufen.
Le seul manuscrit où elle figure en entier, de la seconde moitié du XVe siècle, conservé actuellement à la Bibliothèque d'État de Munich (Monac. lat. 4351), appartint à partir de 1496 à l'humaniste Conrad Peutinger, qui le fit imprimer en 1515 à Augsbourg par son ami Johannes Mader (ou Fœniseca) : Chronicon a Nino rege Assyriorum magno usque ad Fridericum II. Romanorum imperatorem. En fait, une partie du texte avait déjà été imprimée vers 1472 à Augsbourg sous le titre : Historia Friderici imperatoris, hujus nominis primi ducis Suevorum, et parentelæ suæ (c'est-à-dire l'histoire de l'empereur Frédéric Barberousse, titre d'ailleurs inapproprié, car le texte est reproduit jusqu'à la fin). La seconde édition du texte entier fut réalisée en 1537 à Strasbourg à l'initiative de Philipp Melanchthon, avec une continuation s'étendant jusqu'en 1536. La troisième édition fut publiée en 1569 à Bâle chez Pierre Perna, et la quatrième en 1609 à Strasbourg chez Lazare Zethner.
La Chronique vient du prieuré de Prémontrés d'Ursperg, dans le diocèse d'Augsbourg. L'édition de Bâle de 1569 lui donne la première pour auteur Conrad de Lichtenau, prieur de cet établissement de 1226 à 1240, usage qui a longtemps subsisté, bien que ce personnage n'ait sans doute rien ajouté au texte. En fait, la Chronique a été constituée par son prédécesseur Burchard d'Ursperg, prieur à partir de 1215 († sans doute le 11 janvier 1231). D'autre part, jusqu'à l'an 1125, Burchard a essentiellement repris (avec quelques ajouts et altérations) le texte de la Chronique d'Ekkehard d'Aura (premier abbé du monastère d'Aura an der Saale, fondé en 1113 par l'évêque Othon de Bamberg) ; celui-ci avait lui-même repris la Chronique universelle de Frutolf de Michelsberg, s'étendant jusqu'à l'an 1101. C'est donc ce dernier qui est le véritable auteur de la compilation du début jusqu'à la fin du XIe siècle.
Burchard a donc constitué le texte qui va de 1126 à 1229. Il a utilisé de multiples sources, entre autres Otton de Freising et son continuateur Otton de Saint-Blaise (auteur d'une chronique allant de 1146 à 1209), ainsi que d'autres chroniques allemandes et italiennes, et des récits des croisades. Il a également introduit dans le texte de nombreux documents originaux (édits impériaux, bulles papales, etc.). Burchard a fait deux séjours à Rome, et il a sans doute aussi étudié le droit à Bologne, car il raconte l'histoire des écoles de droit de cette ville et témoigne de connaissances juridiques. Malgré de nombreuses erreurs (entre autres, de chronologie), le texte de Burchard est une source importante pour l'histoire du Saint Empire sous la dynastie de Hohenstaufen, particulièrement l'époque de la lutte entre Philippe de Souabe et Otton de Brunswick, et le début du règne de Frédéric II.
Une traduction allemande de l'Historia Friderici exista dès la fin du XVe siècle, et une autre version allemande de l'ensemble de la Chronique fut publiée à Strasbourg en 1566.

## Éditions
- Oswald Holder-Egger et Bernhard von Simson (éds.), Die Chronik des Propstes Burchard von Ursberg, Hahnsche Buchhandlung, Hanovre-Leipzig, 1916.
- Matthias Becher (éd., trad.), Quellen zur Geschichte der Welfen und die Chronik Burchards von Ursberg (textes latins et traduction allemande), Darmstadt, 2007.